# ۱۷۷۷ (میلادی)
۱۷۷۷ (میلادی) هزار و هفتصد و هفتاد و هفتمین سال تقویم میلادی است.

## رویدادها
- نهادینه‌شدنِ شهر سانتا کلارا در جنوب‌غرب ایالت کالیفرنیا، ایالات متحده آمریکا.

## زادگان
- ۱۲ آوریل – هنری کلی، سیاست‌مدار، وکیل، و دیپلمات آمریکایی (د. ۱۸۵۲)
- ۱۴ اوت – هانس کریستین اورستد، فیزیک‌دان، شیمی‌دان، و مهندس دانمارکی (د. ۱۸۵۱)
- ۲۳ دسامبر – الکساندر یکم (روسیه)، سیاست‌مدار روس (د. ۱۸۲۵)

## درگذشتگان
- ۳۰ دسامبر – ماکسیمیلیان سوم یوزف، آهنگساز آلمانی (ز. ۱۷۲۷)